# Symplocos molinae
Symplocos molinae är en tvåhjärtbladig växtart som beskrevs av Louis Otho Otto Williams. Symplocos molinae ingår i släktet Symplocos och familjen Symplocaceae. Inga underarter finns listade i Catalogue of Life.